# Trofeo Matteotti 1971
Il Trofeo Matteotti 1971, ventiseiesima edizione della corsa, si svolse il 1º agosto 1971 su un percorso di 209,3 km. La vittoria fu appannaggio dell'italiano Wilmo Francioni, che completò il percorso in 5h15'55", precedendo il connazionale Giancarlo Polidori e il belga Georges Pintens.

## Ordine d'arrivo (Top 10)
| Pos. | Corridore          | Squadra             | Tempo    |
| ---- | ------------------ | ------------------- | -------- |
| 1    | Wilmo Francioni    | Ferretti            | 5h15'55" |
| 2    | Giancarlo Polidori | Scic                | s.t.     |
| 3    | Georges Pintens    | Hertekamp-Magniflex | s.t.     |
| 4    | Enrico Maggioni    | Cosatto             | s.t.     |
| 5    | Adriano Pella      | Scic                | s.t.     |
| 6    | Pietro Guerra      | Salvarani           | a 0'12"  |
| 7    | Mario Anni         | Ferretti            | a 0'17"  |
| 8    | Rik Van Linden     | Hertekamp-Magniflex | a 0'20"  |
| 9    | Marino Basso       | Molteni             | s.t.     |
| 10   | Patrick Sercu      | Dreher              | s.t.     |